# Cuscuta odorata
Cuscuta odorata är en vindeväxtart som beskrevs av Hipólito Ruiz López och Pav.. Cuscuta odorata ingår i släktet snärjor, och familjen vindeväxter. Utöver nominatformen finns också underarten C. o. holwayana.